# Черемушка
Чере́мушка (каз. Черемушка) — село у складі Бескарагайського району Абайської області Казахстану. Входить до складу Долонського сільського округу.
Населення — 73 особи (2021; 161 у 2009, 292 у 1999, 595 у 1989).
Національний склад станом на 1989 рік:
- казахи — 63 %
- росіяни — 24 %

Станом на 1989 рік село називалось Черемушки.